# Unachionaspis tenuis
Unachionaspis tenuis är en insektsart som först beskrevs av William Miles Maskell 1897.  Unachionaspis tenuis ingår i släktet Unachionaspis och familjen pansarsköldlöss. Inga underarter finns listade i Catalogue of Life.